# ルーキー新一
ルーキー 新一（ルーキーしんいち、1935年〈昭和10年〉11月27日 - 1980年〈昭和55年〉3月4日）は、日本のお笑い芸人、脚本家、演出家。
香川県出身。本名：直井新一。レツゴー正児の実兄。当時では珍しく、師匠に師事していない。

## 来歴・人物
大阪市大正区で珠算塾を自営していたが、弟のレツゴー正児と組んでラジオ番組『漫才教室』（朝日放送）で勝ち抜いたのを期に1957年（昭和32年）頃プロに転向し、黒崎清二との漫才コンビ『梅乃松夫・武夫』で松竹芸能からデビュー。
1961年（昭和36年）に吉本興業に引き抜かれ『ルーキー新一・清二』と改名。1963年（昭和39年）頃からピンで『てなもんや三度笠』（朝日放送）や『スチャラカ社員』（同）、『ごろんぼ波止場』（同）などのテレビ番組に出演し、頭角を現した。
ライバル・秋山たか志との次期座長レースに競り勝ち、1965年（昭和40年）1月から吉本新喜劇の座長に抜擢（吉本興業編纂の文献によれば「座長格」）。白木みのる、桑原和男、財津一郎、平参平らに伍して、両手で乳首をつかんで、腰を左右に振りながら「イヤーン、イヤーン」や「これはエライことですよ！」、「あなた知らないのホホホン」（これはのちに坂田利夫が流用するようになる）などのギャグを流行させた。特に相方の白羽大介と、ボケて泣いて観客を芝居に引きずり込む演技力は他の追随を許さず、コメディに必要な間・息・勘などの要素すべてに完璧な天才振りを示した。『吉本新喜劇名場面集』(1989年〈平成元年〉)では、「イヤーン、イヤーン」を知らない人は吉本新喜劇を語るべからず、とまでされている。
しかし吉本興業に対し、座長としての責任感から団体交渉のリーダーに祭り上げられた結果、会社と芸人の板挟みになり、座長就任から僅か9ヶ月後の同年10月、渡淳（後のレツゴーじゅん）らを引き連れて集団退社し、自前の芸能事務所コメディプロを設立。白羽、森信とのトリオを中心に、千日劇場でルーキー爆笑劇団を旗揚げしたものの、劇場自体の退潮期に重なり、人気にも陰りが見え始める。
更に1968年（昭和43年）10月、巡業先で女性劇団員の入浴を覗いた一般男性に暴行、恐喝した容疑で白羽、渡と共に逮捕。その後、ルーキーと白羽が執行猶予付きの有罪判決を受け、1969年（昭和44年）にはホームグラウンドの千日劇場も閉鎖されるなど、順風満帆だった芸能生活が暗転した。
恐喝事件以降、芸能界を締め出されていたが、かつて同じ恐喝や銃刀法違反を経験した若山富三郎が救いの手を差し伸べ、1970年の自身の主演映画『シルクハットの大親分 ちょび髭の熊』（東映）で、二年ぶりにルーキーをカムバックさせた。その後シングルレコード『木屋町ブルース』（テイチク、1973年〈昭和48年〉）を吹き込むなど様々な展開を試みたものの、吉本の圧力で仕事を干され、また周辺にスキャンダルの噂が絶えず、どれも第一線への再浮上の契機となるまでには至らなかった。
兄が重ねた不始末によって、弟のレツゴー正児は肩身の狭い思いを強いられた。一方でレツゴーじゅんによる、「ルーキーに貸した金返せ」という、洒落にならない一歩手前の定番ギャグも生まれた。
再々起を図って1975年（昭和50年）に関東転出。翌1976年（昭和51年）には、浅草松竹演芸場で芸能生活15周年記念公演を挙行。一座を率いて地方を回ったが、引き続き仕事を干された上に、1979年（昭和54年）には当時の妻が詐欺容疑で逮捕されるなど、不遇な状況は続いた。さらに、かねてからアルコール依存症を診断されながらも、なお浴びるように酒を飲む日々も続いた。そして1980年（昭和55年）3月4日、大阪府守口市の自宅で衰弱死しているところを、入院手続きのため出かけていた長女によって発見された。44歳没。没後「悲運のコメディアン」との再評価が高まったが、追悼特番などは特に放送されなかった。
出演した舞台などの映像はビデオやDVD化されていないものの、東宝『日本一のゴリガン男』や、松竹『スチャラカ社員』、東映『ワタリ』、大映『妖怪百物語』などの出演作品で、その芸風を偲ぶことができる。

## 弟子
- ルーキー伸二 - 本名：山口孝幸。1947年、長崎県佐世保市生まれ。「音楽ショウ・大浪ひろしとスリーエース」を経て、ルーキー新一/伸二で漫才。後プレイボーイズ改め「スイングハット」ハットキン児・ポン児・シン児、のシン児で参加。解散後、漫才「一発勝負」でタイヘイ洋太とやまの伸二の名でコンビ。いずれも松竹芸能。その後、漫談・司会業に転身した。

- 梅乃ハッパ - 吉本新喜劇の研修生だったが、ルーキーを慕って移籍。ミッキー修の名で漫才の相方や付き人を務め、最後も看取った。師匠の没後は松竹芸能所属のトリプルパンチを経て、現在は三代目平和ラッパとのコンビで吉本興業所属。「梅乃」の屋号は、師匠の最初の芸名から拝領していた。

- マメ山田